# 졸부
졸부(猝富, Nouveau riche, new rich)는 한 세대 안에 부자가 된 자들을 뜻한다.
보통 부자가 되려면 몇 세대에 이르는 것이 전통적이다. 졸부는 원래 낮은 사회 계층에 속해 있었으나 금전적으로 막대한 양의 부를 짧은 시간 만에 획득하면서 사회적 계층이 이동하게 된다. 이렇게 갑자기 부자된 사람을 비꼬는 표현하는 단어로, 부를 이루었지만 부자들이 가진 아비투스가 결여된 부류의 사람들을 일컫기도 한다.

## 같이 보기
- 부르주아지
- 경제적 불평등
- 스노브